# Elisabetta Pilotti Schiavonetti
Elisabetta Schiavonetti nata Pilotti (1680 circa – 5 maggio 1742) è stata un soprano italiano.
Dal 1710 al 1717 fu una delle principali prime donne al Queen's Theatre nell'Haymarket (più tardi divenuto "King's Theatre" dopo l'avvento al trono di re Giorgio I nel 1714) . Oggi è ricordata per i suoi ruoli in almeno quattro opere di Georg Friedrich Händel, forse cinque. Tre dei ruoli che Handel ha scritto appositamente per lei erano di streghe e richiedevano una eccezionale estensione vocale e agilità tecnica. Si diceva che avesse avuto un'aspra rivalità con l'altra soprano della regina, Isabella Girardeau.

## Vita e carriera

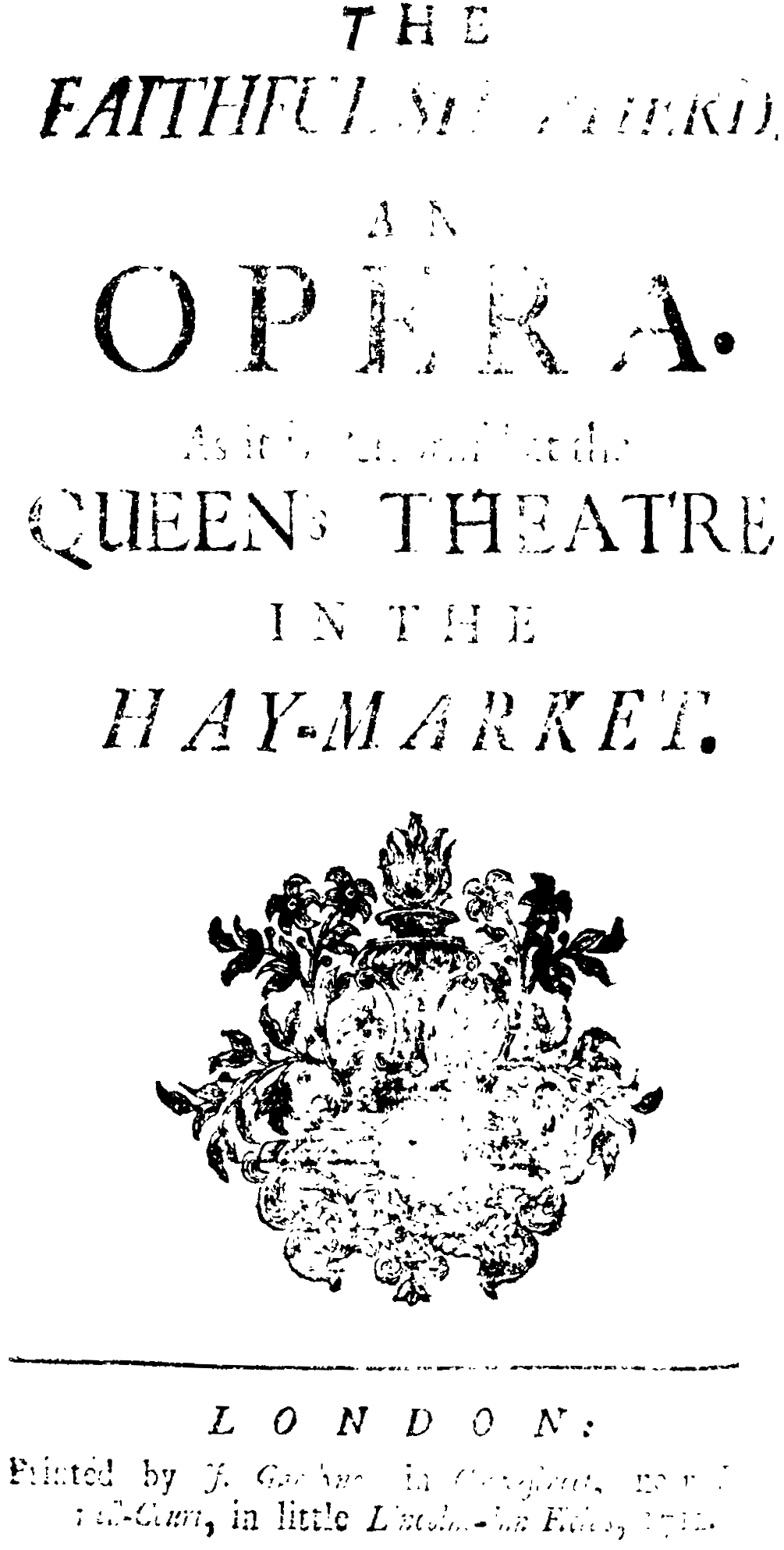
Il pastor fido di Georg Friedrich Händel al Queen's Theatre

Elisabetta Pilotti Schiavonetti è nata in Italia durante l'ultimo quarto del XVII secolo. Era sposata con l'oboista, violoncellista e clavicembalista veneziano Giovanni Schiavonetti. Prima della loro carriera in Inghilterra, lei e il marito sono stati musicisti alla corte di Sofia Dorotea di Hannover. Fu lì che la coppia conobbe Händel nei primi anni di carriera del compositore in Germania, raggiungendo quindi Londra nel 1710 quando Schiavonetti divenne musicista di corte per il fratello di Sofia Dorotea di Hannover, Giorgio II del Regno Unito.
Dopo il suo arrivo a Londra, alla Pilotti Schiavonetti è stata offerta una posizione al Queen's Theatre. Ha fatto il suo debutto con la compagnia nel novembre del 1710 nell'Idaspe fedele di Francesco Mancini. Il 24 febbraio 1711 ha cantato nel ruolo di Armida nella première del Rinaldo, prima opera in lingua italiana scritta appositamente per il teatro inglese: daato il successo di pubblico ottenuto, sono state aggiunte due date alle 12 che erano già state programmate. L'opera è stata programmata nello stesso teatro per la maggior parte delle stagioni fino al 1716-1717, e la Pilotti-Schiavonetti è stata l'unica cantante del cast originale apparsa in tutte le 47 rappresentazioni dell'opera fino ad allora.
Evidentemente la voce e l'abilità di attrice di Pilotti Schiavonetti hanno impressionato Händel, poiché il compositore ha composto almeno altri tre ruoli per il soprano oltre a quello di Armida nel Rinaldo: Amarilli nel Pastor fido (1712), Medea nel Teseo (1713), e Melissa nell'Amadigi di Gaula (1715). È probabile che abbia anche creato per lei la parte di Metella in Silla (1713), non è dimostrato. Al Queen's Theatre si esibì anche nell'Antioco e nell'Amleto di Francesco Gasparini, nell'Etearco di Giovanni Bononcini e in numerosi pasticci.
Una lettera del 1716 riporta il ruolo della Pilotti Schiavonetti come dama di Carolina di Brandeburgo-Ansbach, principessa del Galles. Pochi anni dopo lei e suo marito sono tornati in Germania. Furono alla corte di Stoccarda nel 1726, dove Elisabetta Pilotti Schiavonetti cantò in diverse opere comiche, tra cui Piramo e Tisbe. Tornarono quindi ad Hannover, dove il marito morì nel 1730.